# Franziskanerinnenkloster Reutberg

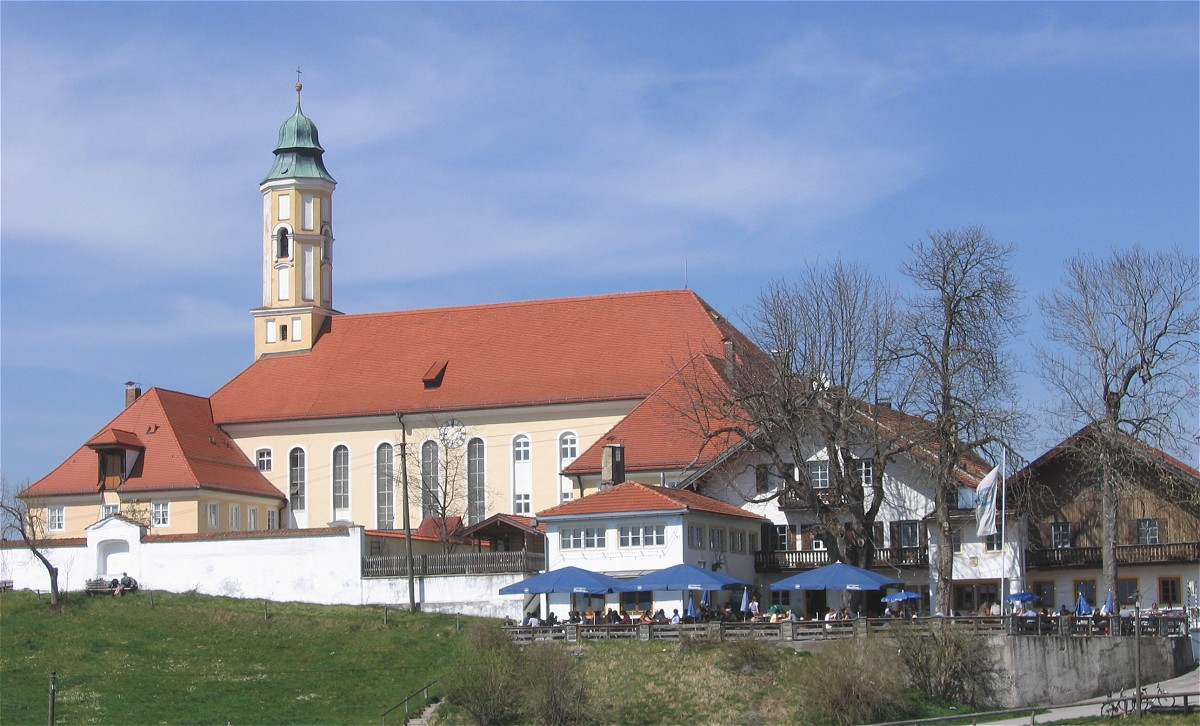
Kloster Reutberg

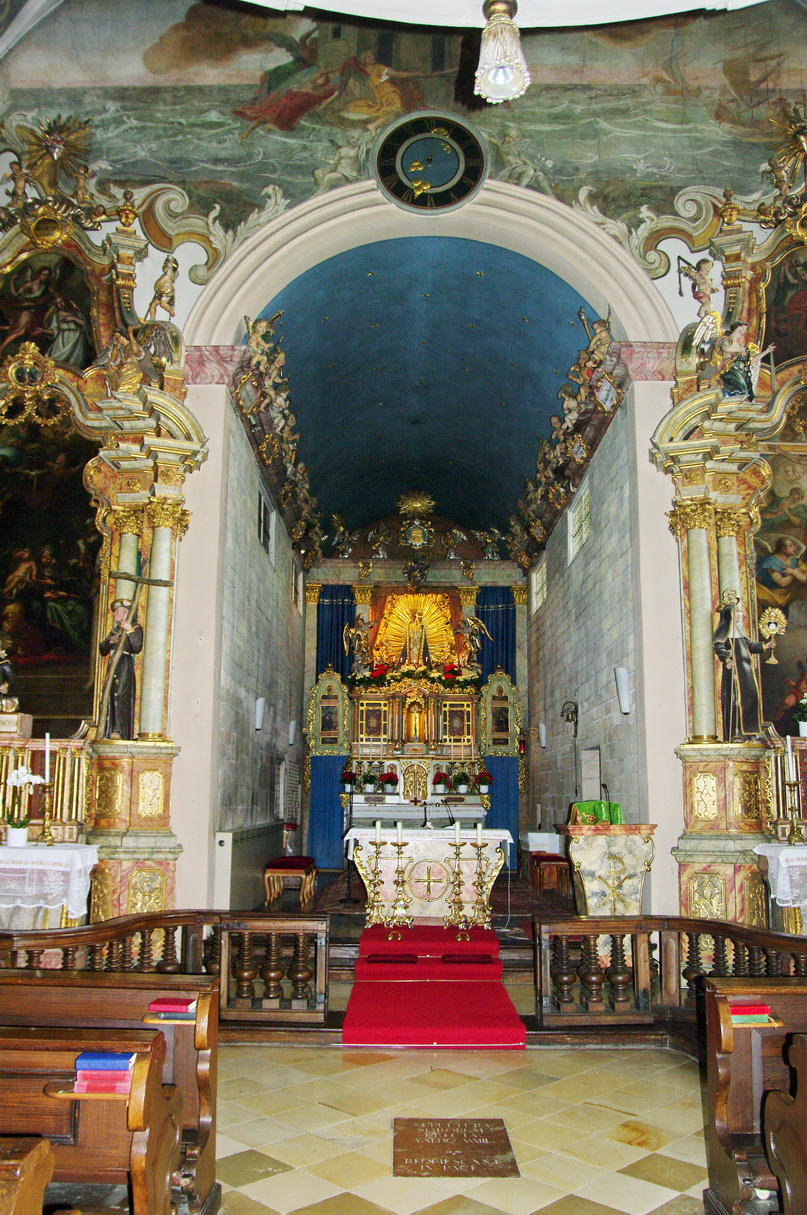
Klosterkirche

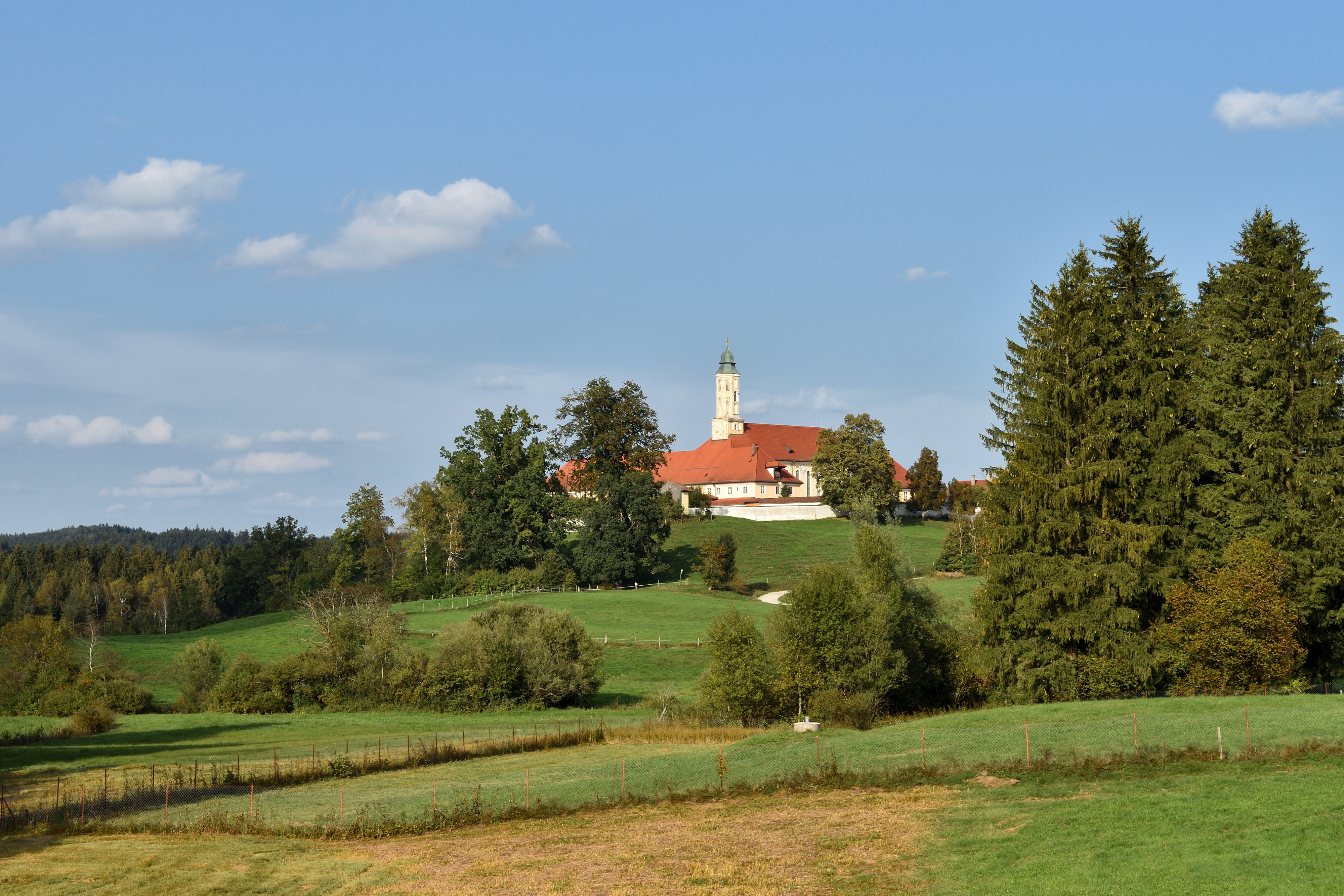
Reutberg von Südwesten

Das Franziskanerinnenkloster Reutberg (Franziskanerinnen vom Kloster Reutberg) ist ein Kloster der Terziarinnen der Franziskaner in der Gemeinde Sachsenkam in Bayern in der Erzdiözese München und Freising. Aufgrund seiner idyllischen Lage über dem Kirchsee und eines schönen Biergartens mit Bergblick ist es ein beliebtes Ausflugsziel. Das Kloster- und das Kirchengebäude sind als Baudenkmal in die Bayerische Denkmalliste eingetragen.

## Geschichte
Das oberbayerische Kloster mit dem Patrozinium Mariä Verkündigung wurde 1618 durch Johann Jakob und Anna von Papafava, Hofmarksherren von Reichersbeuern und Sachsenkam, zunächst als Kapuzinerinnenkloster gegründet. Es führte seit 1668 eine berühmte Apotheke, die den Schwestern von einem Benefiziaten aus München überlassen wurde. Die öffentlich nicht zugängliche Apotheke gilt als die am ursprünglichsten überlieferte deutsche Apotheke. Die Schwestern wechselten 1651 zu den Franziskanerinnen und wurden an die bayerische Franziskanerprovinz (Bavaria) angegliedert. Die Brüder der Bavaria übernahmen die Seelsorge für die Schwestern und richteten in Reutberg ein kleines Kloster (Hospitium) mit wenigen Mitgliedern ein, das 1725 bis 1732 ausgebaut wurde.
Das Schwesternkloster und das Franziskanerhospiz wurden 1803 im Zuge der Säkularisation aufgelöst. Kirche und Klostergebäude blieben erhalten. Am 2. August 1835 erlaubte König Ludwig I. von Bayern die Wiedererrichtung des Klosters und die Einrichtung einer Mädchenschule, die von 1837 bis 1958 bestand.
Zu Beginn des 20. Jahrhunderts lebte und wirkte im Kloster die Klosterschwester Fidelis Weiß. Nach ihrem Tod 1923 wurden ihre mystischen Erlebnisse bekannt. 1936 wurde der Seligsprechungsprozess eingeleitet. Seither wird sie dort verehrt und ihrer mit einem besonderen Grab gedacht.

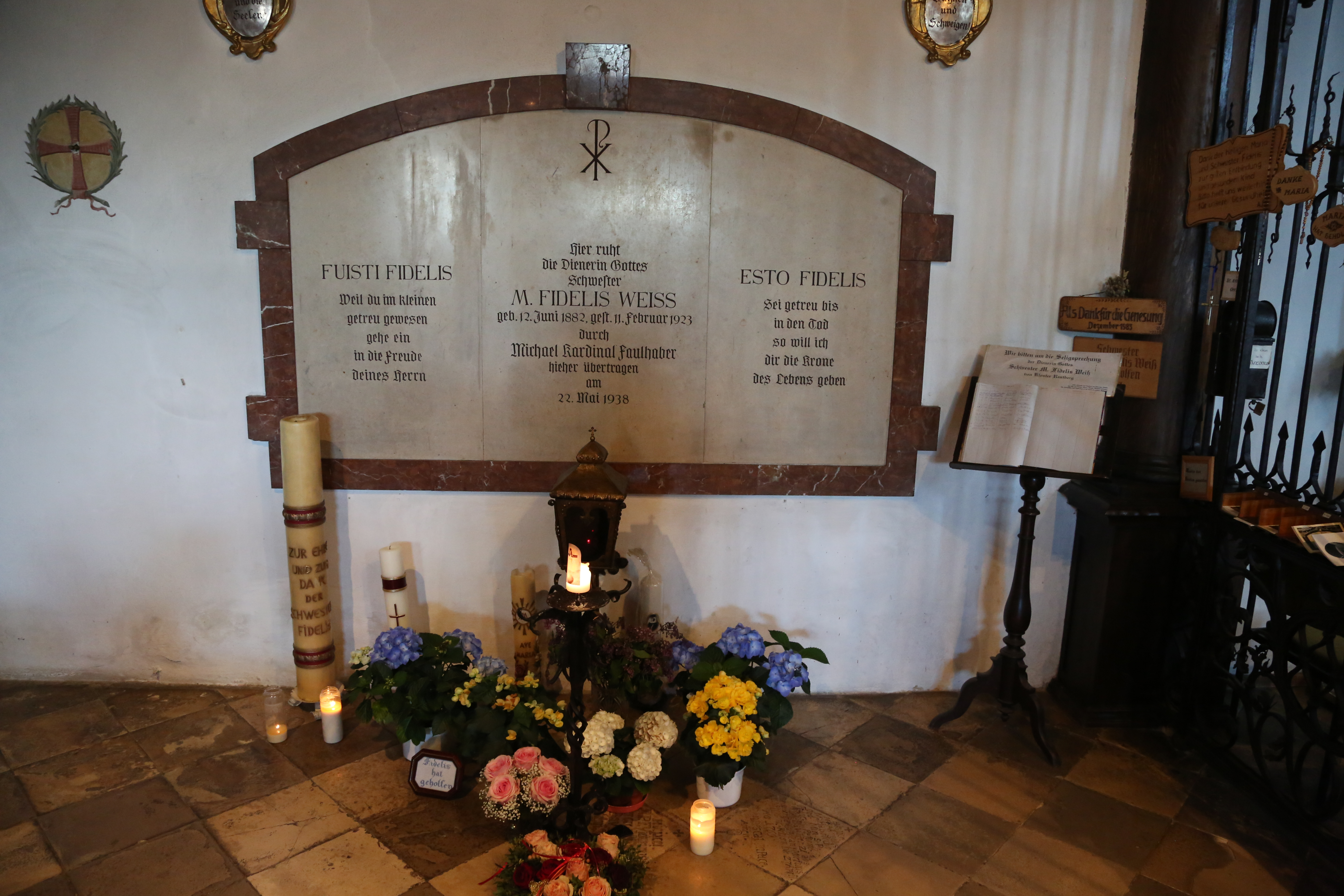
Grab der Schwester Maria Fidelis Weiß in der Klosterkirche Reutberg

Die Klosterkirche wurde 1960 renoviert, eine erneute, dringend notwendige Renovierung wurde vom Verein „Freunde des Klosters Reutberg e. V.“ angestrebt. Deren Umsetzung begann 2021 und wurde am 14. Juni 2025 mit der offiziellen Einweihung durch Kardinal Reinhard Marx abgeschlossen.

## Klosterkirche
Die Kloster- und Wallfahrtskirche Mariä Verkündigung bildet den Südflügel des Klosterkomplexes. Sie ist eine Stiftung des Münchner Hofkammerrats Christian Raßfeld und wurde 1733 bis 1735 errichtet. Als Architekt wird der Franziskanerbruder Gebhard Westermayr aus Tölz angesehen. Der Kirchturm stammt aus dem Jahr 1760, er bildet ein Oktogon mit einer geschweiften Haube. Der Altarraum ist tonnengewölbt und nach dem Vorbild des Sanktuariums in Loreto errichtet. Das kurze Kirchenschiff besitzt eine Stichkappentonne, die Hälfte von ihm bildet eine Vorhalle mit dem darüberliegenden Frauenchor. Die Ausstattung geht noch größtenteils auf die Erbauungszeit zurück.

## Klosterbrauerei
Am 23. Oktober 1924 wurde als Nachfolger der seit 1677 bestehenden Brauerei der Franziskanerinnen eine Brauereigenossenschaft mit Sitz auf dem Reutberg gegründet. Gründer war Pfarrer Alois Daisenberger aus Reichersbeuern mit Bauern aus Sachsenkam und Reichersbeuern. Die drohende Auflösung 1987 konnte abgewendet werden, so dass die Klosterbrauerei Reutberg eine der wenigen verbliebenen Brauereigenossenschaften in Bayern ist. 2015 wurden 21.160 hl Bier produziert.